# Železov(II,III) oksid
Železov(II,III) oksid je kemijska spojina s formulo Fe3O4.  Je eden od številnih železovih oksidov, med katere spadata tudi železov(II) oksid (FeO), ki je redek, in železov(III) oksid (Fe2O3), znan tudi kot hematit.  Železov(II,III) oksid se v naravi pojavlja kot mineral magnetit. Vsebuje Fe2+ in Fe3+ ione in se bolj točno zapiše kot FeO∙Fe2O3. Je črn ferimagneten prah, ki se pogosto napačno imenuje feromagneten. Mineral se uporablja predvsem kot črn pigment, ki se najpogosteje pridobiva s sintezo in ne iz narave, ker sta velikost in oblika delcev odvisna od načina pridobivanja.

## Priprava
Železov(II) hidroksid (Fe(OH)2) se lahko v anaerobnih pogojih oksidira z vodo in tvori magnetit in vodik. Proces se imenuje Schikorrjeva reakcija:
3 Fe(OH)2 → Fe3O4 + H2 + 2 H2O
Magnetit (Fe3O4) je termodinamsko bolj stabilen kot železov(II) hidroksid.
V laboratoriju se lahko pripravi z mešanjem železovega(II) klorida in železovega(III) klorida v prisotnosti natrijevega hidroksida.  Druga možnost je obarjanjem mešanice 0,1 M raztopine FeCl3•6H2O in  0,1 M FeCl2•4H2O v prisotnosti amonijevega hidroksida med močnim mešanjem s približno 2000 obr/min. Molsko razmerje FeCl3:FeCl2 mora biti 2:1. Ko se raztopina segreje na 70 °C, se mora število obratov takoj povečati na 7500 obr/min in hitro dodati raztopino NH4OH (10 vol. %), ki sproži obarjanje črnih nanodelcev magnetita. Obe reakciji temeljita na hitri pretvorbi hidroliziranih železovih ionov v spinelno zgradbo železovega oksida, ki jo povzroči hidroliza pri povečanem pH (nad približno 10).
Nastajanju nanodelcev magnetita se zaradi kompleksnosti kemijskih reakcij posveča izredno pozornost. Delci magnetita so zanimivi predvsem v bioloških aplikacijah, na primer pri slikanju z magnetno resonanco (MRI), ker so nestrupena alternativa trenutno uporabljanim kontrastnim sredstvom na osnovi gadolinija. Idealnih superparamagnetnih nanodelcev, ki bi v odsotnosti zunanjega magnetnega polja popolnoma izgubili svoje magnetne lastnosti (Hc = 0 A/m), zaradi pomanjkljivega nadzora nad reakcijami še niso pridobili. Najmanjša vrednost, ki so jo dosegli, je 8,5 A/m. Največja objavljena vrednost magnetizacije je 87 Am2kg−1 za sintetični magnetit.
Pigmentni Fe3O4, znan tudi kot sintetični magnetit, se lahko pripravi po postopkih, ki uporabljajo industrijske odpadke, staro železo ali raztopine, ki vsebujejo železove soli.
- Oksidacija kovinskega železa, v katerem se nitrobenzen obdeluje z železom, da bi nastali FeCl2 kataliziral njegovo redukcijo v anilin:[3]

C6H5NO2 + 3 Fe + 2 H2O → C6H5NH2 + Fe3O4
- Oksidacija Fe2+ spojin, na primer obarjanje železovih(II) soli kot hidroksidov, kateremu sledi oksidacija z zrakom pri natančno krmiljenem pH:[3]

- Redukcija Fe2O3 z vodikom:[11][12]

3Fe2O3 + H2 → 2Fe3O4 +H2O
- Redukcija Fe2O3 z ogljikovim monoksidom:[13]

3Fe2O3 + CO → 2Fe3O4 + CO2

## Reakcije
- Z redukcijo magnetitne rude z ogljikovim monoksidom v plavžu se proizvaja surovo železo:[2]

Fe3O4 + 4CO → 3Fe + 4CO2
- S kontrolirano oksidacijo Fe3O4  se proizvaja rjav pigment maghemit (γ-Fe2O3):[14]

4Fe3O4 + O2 → 6(γ-Fe2O3)
- S praženjem Fe3O4 na zraku nastane rdeč pigment hematit (α-Fe2O3):[14]

4Fe3O4 + O2 → 6(α-Fe2O3)

## Zgradba
Fe3O4 ima inverzno kubično spinelno zgradbo, ki je sestavljena iz področja kubičnega gostega sklada oksidnih ionov, v katerem vsi ioni Fe2+ zasedajo polovico oktaedrskih mest, ioni Fe3+ pa so enakomerno porazdeljeni po ostalih oktaedrskih in tetraedrskih mestih. 
Podobna področja kubičnih gostih skladov oksidnih ionov imata tudi FeO in γ-Fe2O3, zato med oksidacijo in redukcijo med njimi zlahka pride do zamenjav, saj ti procesi zelo malo spremenijo njihovo splošno zgradbo. Vzorci Fe3O4 so lahko tudi nestehiometrični.
Ferimagnetizem Fe3O4 nastane zaradi parnih elektronskih spinov Fe2+ in Fe3+ ionov na oktaedrskih mestih in parnih, vendar antiparalelnih spinov, na tetraedrskih mestih. Magnetna prispevka obeh nizov nista uravnovešena, kar ima za posledico  permanentni magnetizem.

## Lastnosti
Fe3O4 je ferimagneten s Curiejevo temperaturo 858 K. Pri 120 K je fazni prehod, pri katerem pride do diskontinuitete zgradbe, električne prevodnosti in magnetnih lastnosti. Pojav je predmet obširnih študij in številnih razlag, vendar še ni v celoti pojasnjen.
Fe3O4 je električni prevodnik s prevodnostjo, ki je znatno večja (106 krat) od prevodnosti Fe2O3. Visoko prevodnost se pripisuje izmenjavi elektronov med Fe2+ in Fe3+ centri.

## Uporaba
Fe3O4 se uporablja kot črn pigment.
Kot katalizator se uporablja v Haber-Boschevem postopku za sintezo amonijaka in pri pretvorbi vodnega plina v sintezni plin. V slednji so železovi oksidi stabilizirani s kromovim oksidom.
Nanodelci Fe3O4  se uporabljajo kot kontrastno sredstvo v slikanju z magnetno resonanco (MRI).
Ferumoxytol, znan tudi kot Feraheme in Rienso, je  intravenozni preparat Fe3O4 za zdravljenje slabokrvnosti, ki je posledica kronične odpovedi ledvic.
V zmesi z žveplom in aluminijem je posebna vrsta termita, uporabna za rezanje jekla. 
Bruniranje je pasivacijski postopek, v katerem nastane površinski sloj Fe3O4, ki zaščiti jeklo pred rjavenjem.

## Biološka nahajališča
Nanokristale magnetita, velikosti 42-45 nm, so odkrili v magnetotaktičnih bakterijah in kljunih domačih golobov.